# Micrelaterium triopas
Micrelaterium triopas là một loài bọ cánh cứng trong họ Elateridae. Loài này được Westwood miêu tả khoa học năm 1854.